# Satarial
Satarial to rosyjski zespół metalowy. Został opisany jako jedna z ikon rosyjskiej sceny metalowej.
Zespół założył w 1989 roku Andriej „Lord Seth” Shmielev. Nazywał się wówczas „A.M.S.G.” (Ad Maiorum Satan Glorium), a w 1993 roku zmienił nazwę na Satarial.
Jego teledyski i koncerty często zawierają odniesienia do tematów słowiańskich, takich jak pogańskie rytuały, co spotkało się z krytyką ze strony chrześcijańskiego establishmentu. Grupa była bardzo krytyczna wobec rosyjskiego rządu kierowanego przez Władimira Putina, zwłaszcza po inwazji na Krym w 2014 roku, i wprost nazwała rządzących faszystami. W związku z tym zespół otrzymał szereg mandatów i ostatecznie zakaz występów w Rosji. W połączeniu z licznymi groźbami śmierci, jakie otrzymali członkowie, we wrześniu 2021 roku zespół wyemigrował do Polski, gdzie rezyduje i występuje na Dolnym Śląsku.

## Albumy
- Ad Maiorum Satanás Glorium (1989) (Demo)
- ...And the Flame Will Take the Temples of Christ (1996)
- The Queen of the Elves' Land (1998)
- LARM (2000)
- Heidenlarm (2001)
- Tanz MiT ... Tod ... (2005)
- Latexxx (2006) (electronic project Seth & Satarial)
- Lunar Cross (2014)
- Blessed Brigit (2016)